# يوري مرقدي
يوري مرقدي (17 ديسمبر 1969 -) مغني وممثل لبناني.

## حياته ومشواره الفني
درس الإخراج في العاصمة البريطانية لندن في عام 1995 وبعد أن أنهى دراسته عاد إلى لبنان مجدداً، حيث عمل مخرجاً للإعلانات على مدار ثماني سنوات. بدأ مشواره الفني في الغناء عام 2001. اشتهر بأغنية (عربيٌ أنا) التي انتجها بنفسه وكانت سبب شهرته. له أغاني أخرى مثل المرأة العربية، بحبك موت، أنساك، ويا قاسي. توقف عن الغناء في 2005، ثم عاد مرة أخرى في 2011 بأغنية (حدا مش أنا).

### حياته الأسرية
تزوج في عام 2012 من خبيرة التجميل ومقدمة البرامج ألفت منذر. في مايو 2007 عيّنت مجموعة ميماك أوغلفي مديرا للخدمات الإبداعية في المجموعة.ليشرف على جميع مشاريع الإنتاج التلفزيوني.

### الهجرة والعودة
سافر مع عائلته إلى كندا وعاد بعد غياب تسعة سنوات للفن بعدما طلبت منه عائلته ذلك بعدما أنهى العمل على ألبومه أنا الموقع أدناه الذي طرحه عام 2015.

## ألبومات
| الألبوم          | العام  | المنتج    |
| ---------------- | ------ | --------- |
| عَرَبيٌَ أنا         | (2001) | إي إم أي  |
| حبس النساء       | (2003) | إي إم أي  |
| باحبك موت        | (2004) | إي إم أي  |
| يا قاسي          | (2005) | روتانا    |
| أنا المُوقِّع أدناه | (2015) | عالم الفن |

## الأغاني المصورة
| الأغنية                                   | المخرج                | المنتج              |
| ----------------------------------------- | --------------------- | ------------------- |
| عربي أنا                                  | سليم الترك            | إي إم أي            |
| ماذا أقول لأذني                           | سليم الترك            | إي إم أي            |
| خطيرة أنتِ                                 | سليم الترك            | إي إم أي            |
| إنتهى العالم البارحة                      | سليم الترك            | إي إم أي            |
| المرأة العربية                            | سليم الترك            | إي إم أي            |
| إلحقني مع هيفاء وهبي نانسي عجرم دينا حايك | ليلى بزي وفؤاد سليمان | جمعية ماراثون بيروت |
| باحبك موت                                 | نادين لبكي            | إي إم أي            |
| برسم البيع                                | سليم الترك            | إي إم أي            |
| باهواك                                    | سليم الترك            | روتانا              |
| شفتا عالطريق                              | سليم الترك            | روتانا              |
| كلميني لو سمحتِ                            | سليم الترك            | عالم الفن،مزيكا     |
| بعيد عنك                                  | اسماعيل حسين          | عالم الفن،مزيكا     |

## في التمثيل
- 2003: الحياة منتهى اللذة (فيلم)
- 2003: شيء جديد (مسرحية)[8]
- 2009: تريب تيز (مسرحية)
- 2018: مجنون فيكي (مسلسل)[9]